# Johannes Brost
Edvard Johannes Brost Forssell (født 25. september 1946 i Stockholm, død 4. januar 2018 i Lund) var en svensk skuespiller. Han blev specielt kendt for sin rolle i tv-programmet Rederiet, hvor han optrådte i 318 afsnit. I 2013 vandt han en Guldbagge for sin rolle i spillefilmen Avalon (2011).
Brost havde også flere roller på teatret. Han døde 71 år gammel af spiserørskræft den 4. januar 2018.

## Udvalgt filmografi
- Herrarna i hagen (tv-serie, 1972-1974)
- Forbudt for børn (1979)
- Varning för Jönssonligan (1981)
- Græsenkemand (1982)
- Kalabaliken i Bender (1983)
- Med lille Klas i kufferten (1983)
- Den tragiska historien om Hamlet – prins av Danmark (tv-film, 1985)
- Stilleben (1985)
- Jönssonligan dyker upp igen (1986)
- Black Jack (1990)
- Englegård (1992)
- Rederiet (tv-serie, 1992-2002)
- Detta har hänt (tv-serie, 1997)
- Bryllupsfotografen (2009)
- Avalon (2011)
- En pilgrims død (tv-serie, 2013)
- Orion (2013)
- Lilyhammer (tv-serie, 2013)
- Maria Wern (tv-serie, 2013)
- Min så kallade pappa (2014)
- Den fjerde mand (tv-serie, 2015)
- Beck (tv-serie, 2015)
- Lea og skovpiraterne (animationsfilm, 2015)
- Jordskott (tv-serie, 2015-2017)
- Frøken Frimans krig (tv-serie, 2017)